# 823 هـ
823 هـ هي سنة في التقويم الهجري امتدت مقابلةً في التقويم الميلادي بين سنتي 1420 و1421.

## مواليد
- الكراديسي
- زكريا الأنصاري

## وفيات
- عثمان الثاني المريني